# Zugské jezero
Zugské jezero (německy Zugersee) je jezero na severním úpatí Alp ve středním Švýcarsko. Nachází se ve staré ledovcové kotlině. Leží na území kantonů Zug, Schwyz a Lucern. Má rozlohu 38,3 km². Je 13,7 km dlouhé a maximálně 4,6 km široké. Dosahuje maximální hloubky 198 m. Velikost povodí včetně plochy jezera je 246 km². Leží v nadmořské výšce 413 m.

## Pobřeží
Jezero se skládá ze dvou částí, které jsou spojené širokým průlivem.

## Vodní režim
Jezerem protéká řeka Lorze (přítok Reussu, povodí Rýnu).

## Fauna a flóra

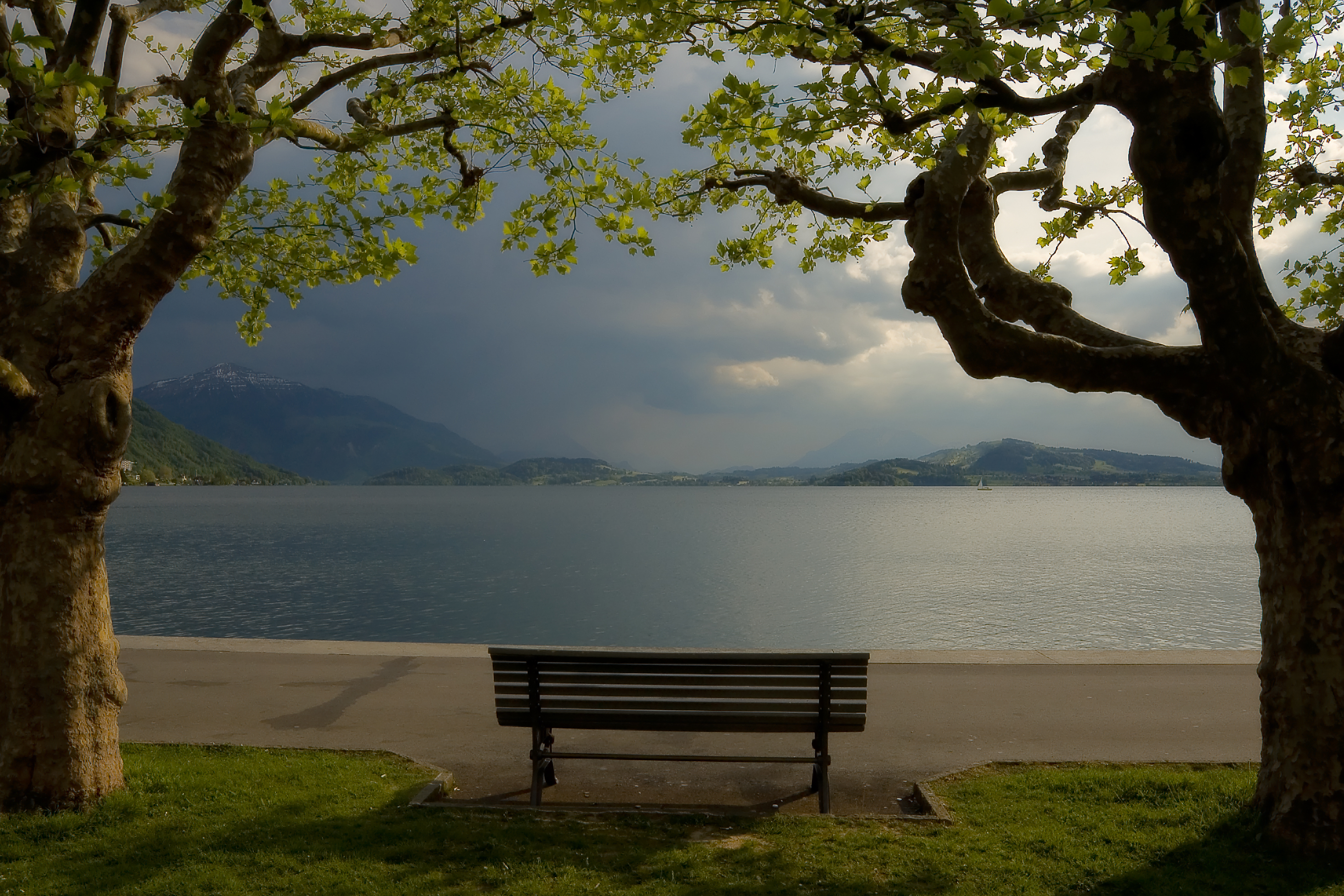
Lugské jezero v Rigi

Jezero je bohaté na ryby. Žije jich v něm celkem 32 druhů. Nejvýznamnější jsou síh malý, siven alpský, okoun říční, štika obecná a pstruh obecný.

## Využití

### Doprava
Na jezeře je rozvinutá místní lodní doprava

### Osídlení pobřeží
Na severním břehu leží města Zug a Cham. Na východním břehu Oberwil a Walchwil. Na jižním břehu Arth. Na západním břehu Buonas, Risch, Böschenrot a Immensee.